# Monumento al Corazón de Jesús (Tudela)
El Monumento al Sagrado Corazón de Jesús de Tudela (Navarra) en España, es una gran estatua construida en honor a Jesús de Nazaret, «erigido a modo de faro espiritual en lo alto del Cerro del Castillo, desde el que extiende su protección a la ciudad y a toda la comarca». La imagen del Corazón de Jesús es una pieza fundamental de la silueta de la ciudad. Se ubicó sobre lo que fue torreón principal del viejo Castillo de Tudela y, posteriormente, Ermita de Santa Bárbara. El Corazón de Jesús tiene su contrapunto al otro lado de la ciudad con la estatua dedicada al Corazón de María. 
Cuando se cumplían los 25 años de la consagración de la ciudad al Corazón de Jesús, se emprendió la tarea de levantar un monumento para recordar tal efeméride.

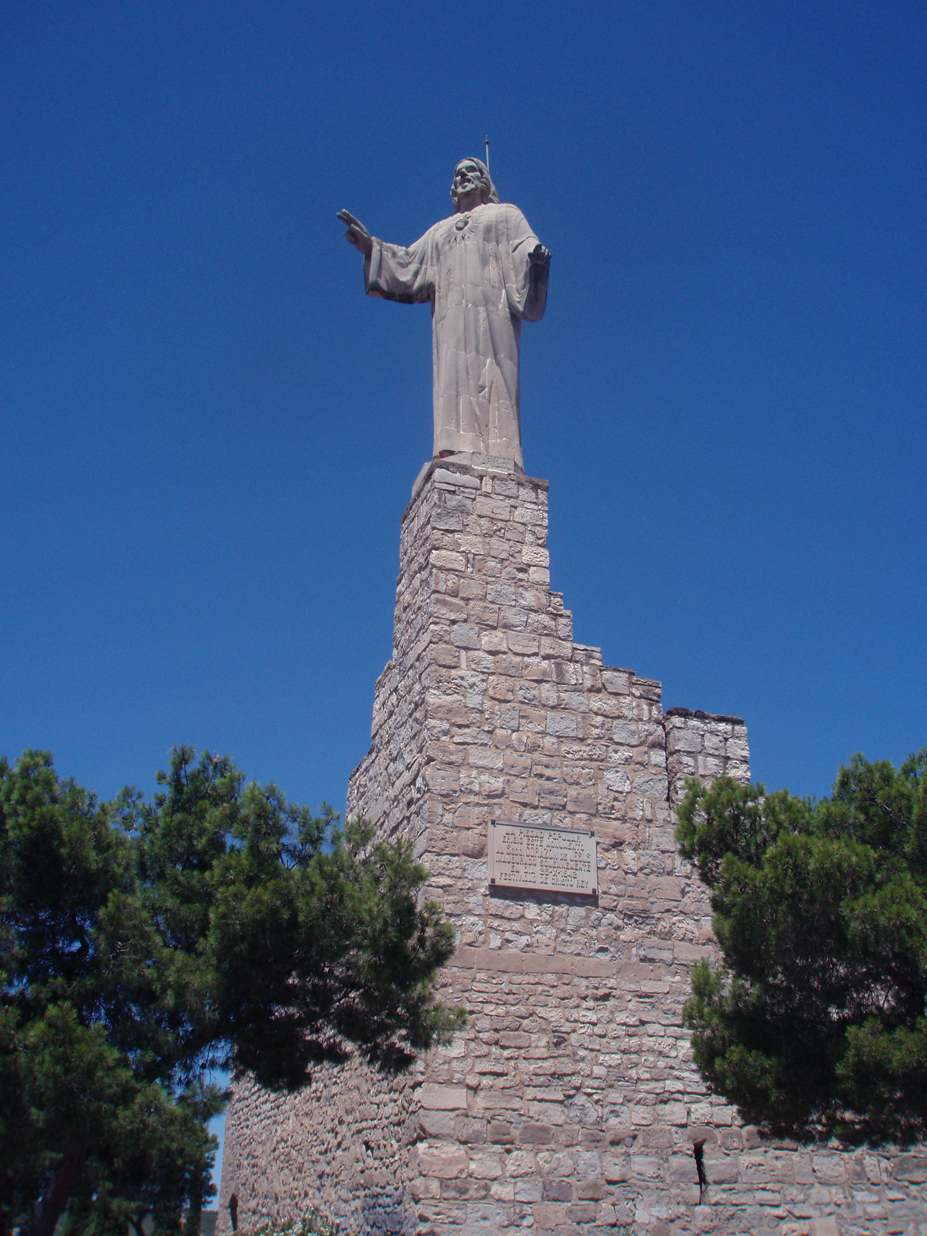
Monumento al Corazón de Jesús de Tudela

## Descripción general
La imagen, de 12 metros de altura, fue construida por el escultor italiano, asentado en Zaragoza, Carlo Buzzi. El proyecto del monumento fue realizado por el arquitecto Víctor Eusa de Pamplona.
Para su instalación y acceso, el cerro fue acondicionado y se construyó un camino hasta el monumento, todo ello costeado por suscripción popular. Su entorno está acondicionado como un parque, ya que cuenta todavía con restos del castillo (restos de murallas, aljibes y pasadizos). Desde la explanada, se puede contemplar una hermosa panorámica de la ciudad, del Ebro, de La Mejana y la de sus alrededores.

## Historia y cronología de construcción
El Monumento al Corazón de Jesús fue inaugurado el día 25 de octubre, festividad de Cristo Rey, del año 1942, por iniciativa del Padre Luis Ortiz, sacerdote jesuita. La propiedad del torreón donde se alza la estatua fue cedida a la Iglesia; actualmente sigue siendo de su propiedad, donde hace unos años construyeron en su interior una capilla.
La estatua ha sufrido varias restauraciones, todas ellas debidas a rayos, como los de 1971 y 2000, que le seccionaron la mano derecha, y el de 1986, que decapitó la imagen. Las dos primeras restauraciones fueron realizadas por Antonio Loperena Eseverri, pintor y escultor arguedano, y la tercera por el murchantino Pedro Jordán, que restauró la mano derecha en 2000.

La inscripción en la base del monumento dice:
«La piedad popular erigió este monumento al Sagrado Corazón de Jesús inaugurado solemnemente el día 25-X-1942, festividad de Cristo Rey»